# Chuyển mã
Trong ngôn ngữ học, chuyển mã, (tiếng Anh: code-switch) lai tạp ngôn ngữ, pha trộn ngôn ngữ, hay luân phiên ngôn ngữ, (tiếng Anh: language alternation) xảy ra khi một người nói luân phiên giữa hai hoặc nhiều ngôn ngữ, hoặc các biến thể ngôn ngữ, trong ngữ cảnh là một cuộc trò chuyện hoặc một tình huống nào đó. Chuyển mã khác với plurilingualism ở chỗ plurilingualism đề cập đến khả năng sử dụng nhiều ngôn ngữ của một cá nhân, trong khi chuyển mã là hành động sử dụng nhiều ngôn ngữ cùng nhau. Những người đa ngôn ngữ (những người nói nhiều hơn một ngôn ngữ) đôi khi sử dụng các đặc tính của nhiều ngôn ngữ khi trò chuyện với nhau. Do đó, chuyển mã là việc sử dụng nhiều hơn một biến thể ngôn ngữ theo cách phù hợp với cú pháp và âm vị học của từng biến thể. Chuyển mã có thể xảy ra giữa các câu, các câu không hoàn chỉnh (sentence fragments), từ, hoặc các hình vị riêng lẻ (trong các ngôn ngữ tổng hợp). Tuy nhiên, một số nhà ngôn ngữ học coi việc mượn từ hoặc hình vị từ một ngôn ngữ khác là khác với các hình thức chuyển mã khác. Tương tự, chuyển mã có thể xảy ra khi có sự thay đổi trong môi trường mà một người đang nói. Chuyển mã có thể xảy ra trong trường hợp nói một ngôn ngữ khác hoặc chuyển đổi cách diễn đạt để phù hợp với bối cảnh ngôn ngữ của khán giả. Có nhiều cách chuyển mã được sử dụng, chẳng hạn như khi người nói không thể diễn đạt đầy đủ bản thân bằng một ngôn ngữ hoặc để báo hiệu thái độ của mình đối với một điều gì đó. Một số thuyết đã được phát triển để giải thích lý do đằng sau việc chuyển mã từ các góc nhìn xã hội học và ngôn ngữ học.

## Sử dụng
Việc sử dụng sớm nhất thuật ngữ chuyển mã trong văn bản là từ Lucy Shepard Freeland trong cuốn sách năm 1951 của bà, Language of the Sierra Miwok (Các Ngôn ngữ của người Sierra Miwok), đề cập đến những người bản địa ở California. Trong những năm 1940 và 1950, nhiều học giả coi việc chuyển mã là cách sử dụng ngôn ngữ không tiêu chuẩn. Tuy nhiên, kể từ những năm 1980, hầu hết các học giả đã coi nó như một hệ quả bình thường và tự nhiên của việc sử dụng ngôn ngữ song ngữ và đa ngôn ngữ. Thuật ngữ "chuyển mã" cũng được sử dụng bên ngoài lĩnh vực ngôn ngữ học. Một số học giả văn học đã sử dụng thuật ngữ này để mô tả các phong cách văn học bao gồm các đặc tính từ nhiều ngôn ngữ, như trong tiểu thuyết của các nhà văn người Mỹ-Hoa, Anh-Ấn, hoặc Mỹ Latinh. Trong cách sử dụng phổ biến, chuyển mã đôi khi được sử dụng để chỉ các hỗn hợp không chính thức tương đối ổn định của hai ngôn ngữ, chẳng hạn như Spanglish, Taglish, hoặc Hinglish. Trong cả nghĩa sử dụng phổ biến và trong nghiên cứu ngôn ngữ học xã hội, thuật ngữ chuyển mã đôi khi được sử dụng để chỉ việc chuyển đổi giữa các phương ngữ, phong cách, hoặc ngữ vực. Ví dụ, hình thức chuyển đổi này được thực hiện bởi những người nói tiếng Anh bản ngữ của người Mỹ gốc Phi khi họ chuyển từ ngữ cảnh ít trang trọng sang những ngữ cảnh trang trọng hơn. Những sự thay đổi như vậy, khi được thực hiện bởi các nhân vật công chúng như các chính trị gia, đôi khi bị chỉ trích là báo hiệu sự không trung thực hoặc thiếu thành thật.
Vì việc chuyển đổi giữa các ngôn ngữ là cực kỳ phổ biến và có nhiều hình thức, ta có thể coi rằng việc chuyển đổi mã xuất hiện thường xuyên hơn dưới dạng xen kẽ câu (sentence alternation). Một câu có thể bắt đầu bằng một ngôn ngữ và kết thúc bằng một ngôn ngữ khác. Hoặc, các cụm từ của cả hai ngôn ngữ có thể nối tiếp nhau theo thứ tự trông như thể là ngẫu nhiên. Những hành vi như vậy chỉ có thể được giải thích bằng cách giả định một loạt các yếu tố ngôn ngữ hoặc xã hội như sau:
- Người nói không thể diễn đạt chính mình đầy đủ bằng một ngôn ngữ nên họ chuyển sang ngôn ngữ khác để giải quyết khúc mắc này. Điều này có thể khiến người nói tiếp tục nói bằng ngôn ngữ khác trong một khoảng thời gian.
- Chuyển sang một ngôn ngữ thiểu số là rất phổ biến như một cách thể hiện tình đoàn kết với một nhóm xã hội. Sự thay đổi ngôn ngữ báo hiệu cho người nghe rằng người nói đến từ một xuất thân nhất định; nếu người nghe đáp  lại bằng một sự chuyển đổi tương tự, thì một mức độ quan hệ thân hữu sẽ được thiết lập.
- Sự chuyển đổi giữa các ngôn ngữ có thể báo hiệu thái độ của người nói đối với người nghe—thân thiện, cáu kỉnh, xa cách, mỉa mai, giễu cợt, và vân vân. Những người nói một thứ tiếng có thể truyền đạt những sắc thái này ở một mức độ nhất định bằng cách thay đổi mức độ trang trọng trong lời nói của họ; người song ngữ có thể làm điều đó bằng cách chuyển đổi ngôn ngữ.

## Đặc điểm phân biệt
Chuyển mã khác với các hiện tượng tiếp xúc ngôn ngữ (language contact) khác, chẳng hạn như vay mượn từ ngữ, pidgin và creole, và dịch sao phỏng/vay mượn (calque). Việc vay mượn từ ngữ ảnh hưởng đến từ vựng, các từ ngữ tạo nên một ngôn ngữ, trong khi việc chuyển mã diễn ra trong các phát ngôn (utterance) riêng lẻ. Người nói hình thành và thiết lập một ngôn ngữ pidgin khi hai hoặc nhiều người nói không nói một ngôn ngữ chung mà tạo ra một ngôn ngữ trung gian thứ ba. Người nói cũng thực hiện chuyển mã khi họ thông thạo cả hai ngôn ngữ. Trộn mã (code-mixing) là một thuật ngữ cùng chủ đề, nhưng việc sử dụng các thuật ngữ chuyển mã và trộn mã không nhất quán. Một số học giả sử dụng một trong hai thuật ngữ để biểu thị cùng một hành vi, trong khi những người khác sử dụng trộn mã để biểu thị các thuộc tính ngôn ngữ chính thức của hiện tượng giao thoa ngôn ngữ và chuyển mã để biểu thị cách sử dụng thực tế, được nói bởi những người đa ngôn ngữ.